# 233-я резервная танковая дивизия (вермахт)
233-я резервная танковая дивизия (нем. 233. Reserve-Panzer-Division; до 7 июля 1942 года 233-я моторизованная; до 5 февраля 1943 года 233-я танковая гренадерская; с февраля 1945 года 233-я танковая) — танковая и моторизованная дивизия нацистской Германии во Второй мировой войне.

## История
233-я моторизованная дивизия создана для управления запасными и учебными частями 3-го военного округа. 5 апреля 1943 года 233-я моторизованная дивизия была передана из резерва в распоряжение инспекции танковых войск Гудериана. В конце 1943 года передислоцировалась в Хорсенс, Ютландия, где занималась обучением танкистов и гренадеров. В феврале 1945 года значительная часть подразделений дивизии во главе со штабом были отданы танковой дивизии «Гольштейн». К апрелю дивизия получила новый штаб и другие части, что позволяло ей действовать в качестве боевой группы (всего 34 танка, включая 2 командирских).

## Командующие
- Генерал-лейтенант Курт Ян (15 мая 1942 — 1 марта 1943)
- Генерал-лейтенант Генрих Вош (1 марта 1943 — 8 августа 1943)
- Генерал-майор Курт Куно (8 августа 1943 — 7 июня 1944)
- Генерал-лейтенант Макс Фремерай (7 июня 1944 — 8 мая 1945)

## Боевой состав

### 7 июля 1943 года
- 5-й резервный танковый батальон
- 83-й резервный моторизованный полк
  - 3-й резервный моторизованный батальон
  - 8-й резервный моторизованный батальон
  - 9-й резервный моторизованный батальон
  - 50-й резервный моторизованный батальон
- 3-й резервный моторизованный полк
  - 8-й резервный моторизованный батальон
  - 29-й резервный моторизованный батальон
- 3-й резервный дивизион истребителей танков
- 3-й резервный мотоциклетный батальон
- 9-й резервный кавалерийский эскадрон (позже велосипедный батальон)
- 208-й резервный сапёрный батальон

### 1943—1944 годы
- 5-й резервный танковый батальон
- 83-й резервный моторизованный полк
- 3-й резервный моторизованный полк
- 59-й резервный артиллерийский дивизион
- 3-й резервный танковый разведывательный батальон (бывший 9-й резервный велосипедный)
- 3-й резервный дивизион истребителей танков
- 208-й резервный танковый сапёрный батальон
- 1233-я резервная танковая рота связи

### 7 мая 1945 года
- 42-й моторизованный полк (3 батальона)
- 50-й моторизованный полк (2 батальона)
- 83-й моторизованный полк (2 батальона)
- 233-й танковый разведывательный батальон
- 1033-й дивизион истребителей танков (бывший 3-й резервный)
- 1233-й артиллерийский полк
  - 1233-й артиллерийский дивизион (бывший 59-й резервный)
- 1233-й танковый сапёрный батальон (бывший 208-й резервный)
- 1233-я танковая рота связи